# 全国労働金庫協会
一般社団法人労働金庫協会（ぜんこくぎんこうきょうかい、（略称：労金協／ろうきん協会・英語：National Association of Labour Banks）は、日本国内で活動している労働金庫の中央機関として活動をしている一般社団法人である。ろうきん協会は労働金庫業界の利益代表団体であり、連絡会として活動している。

## 概要
日本の労働金庫の中央機関である。労働金庫法第89条の2に基づき「労働金庫の組織、事業及び経営の指導、労働金庫の役職員の養成及び教育、労働金庫相互の連絡及び調整等」のために活動をしている。
ろうきん協会は労働金庫を「労働組合や生活協同組合の仲間が、お互いを助け合うために、資金を出し合ってつくった協同組織の金融機関」としており、労働組合や生活協同組合などの協同組織と連携した活動を行っている。具体的には、全国13の労金金庫は、全国労働者共済生活協同組合連合会（こくみん共済）と協力して、こくみん共済の共済代理店として「労金住宅ローン専用火災共済（付帯自然災害共済含む）」の募集業務を行っている。
国内では日本協同組合連携機構（JCA）や労働者福祉中央協議会に参加している。国際的には、2010年9月に国際協同組合同盟（ICA）へ日本の労働金庫の代表として加盟している。
関連組織
- 労働金庫連合会（労働金庫の系統中央機関としての機能を果たす）
- 日本労働者信用基金協会（全国の労働金庫や都道府県労(勤)信協等の出捐を得て旧民法第34条に基づく公益法人として設立された信用保証機関である。）

出典。

## 構成組織
- 北海道労働金庫 - 北海道
- 東北労働金庫 - 青森、岩手、宮城、秋田、山形、福島
- 中央労働金庫 - 茨城、栃木、群馬、埼玉、千葉、東京、神奈川、山梨
- 新潟県労働金庫 - 新潟
- 長野県労働金庫 - 長野
- 静岡県労働金庫 - 静岡
- 北陸労働金庫 - 富山、石川、福井
- 東海労働金庫 - 岐阜、愛知、三重
- 近畿労働金庫 - 滋賀、京都、大阪、兵庫、奈良、和歌山
- 中国労働金庫 - 鳥取、島根、岡山、広島、山口
- 四国労働金庫 - 徳島、香川、愛媛、高知
- 九州労働金庫 - 福岡、佐賀、長崎、熊本、大分、宮崎、鹿児島
- 沖縄県労働金庫 - 沖縄